# Peter Vermeulen
Peter Vermeulen, né le 10 août 1962 à Roulers, est un enseignant belge flamand, spécialisé dans le domaine de l'autisme.

## Biographie
Peter Vermeulen a travaillé après avoir obtenu un master en psychologie et sciences de l'éducation à l'université catholique de Louvain (1985) en tant qu'éducateur en santé mentale. Plus tard, il travaille pour l'Association flamande de l'autisme et obtient un doctorat en sciences de l'éducation à l'université de Leyde (2002) pour le diagnostic pour personne autiste. Il est membre d'Autisme Centraal, une organisation de connaissances et de soutien sur l'autisme. 
Peter Vermeulen reçoit régulièrement des demandes de texte sur le syndrome d'Asperger (SA) à la fin des années 1990, ce qui lui permet d'acquérir une notoriété à cette période, puisqu'en 1994, le SA est inclus au DSM-IV. Il rédige le premier livre consacré à cette forme d'autisme, en néerlandais. Le livre Brein bedriegt, als autisme niet op autisme lijkt est publié en 1999, puis suivi d'autres livres. Il participe à des ateliers organisés à l'échelle internationale et à des conférences sur l'autisme. Il est souvent invité en Belgique, aux Pays-Bas, en Scandinavie, au Royaume-Uni et au Canada.
En tant que spécialiste des troubles envahissants du développement, il est reconnu internationalement. Il est également rédacteur en chef du magazine Autism Centraal, la revue de l'association du même nom.

## Publications
- Comment pense une personne autiste ?, Dunod, 14 avril 2005.
- « Je suis spécial », De Boeck, 2010.
- Autisme et émotions, De Boeck[3].
- Mon enfant est autiste, De Boeck.
- (nl) Peter Vermeulen (trad. Jos Valkenborg, préf. Bernadette Rogé), Comprendre les personnes autistes de haut niveau : Le syndrome d'Asperger à l'épreuve de la clinique, Éditions Dunod, 21 août 2013, 2e éd., 176 p. (ISBN 2-10-070134-7)..